# クロマメノキ
クロマメノキ（黒豆の木・黒豆木、学名: Vaccinium uliginosum var. japonicum、またはVaccinium uliginosum）は、ツツジ科スノキ属の落葉低木。

## 分布と生育環境
アジア、ヨーロッパ、北アメリカにかけた北半球の寒地に広く分布する。日本では、北海道、本州の中部地方以北に分布し、亜高山帯から高山帯の日当たりのよい岩礫地、砂礫質の草地、湿地などに群落をつくる。種小名のuliginosumは、「湿地」に生えるを意味する。基準標本は、スウェーデンのもの。

## 特徴
落葉広葉樹の低木。樹高は30 - 80 センチメートル (cm) になる。若い枝はやや角ばり、毛は無い。葉は厚い紙質で、長さ1 - 2 ミリメートル (mm) の葉柄をもって互生する。葉身は倒卵形または楕円形で、長さ1 - 3 cm、幅0.4 - 2 cmになり、先は丸く、先端に短い突起がある。葉質はややかたく、両面は無毛で、表面はやや青みを帯びた緑色で、裏面はやや白みを帯び、網目模様の葉脈が隆起して目立つ。葉の縁に鋸歯は無い。秋は紅葉し、赤色、ときに橙色から黄色に色づく。
花期は6 - 7月。新枝の上部の葉腋ごとに長さ3 - 7 mmの花柄をもつ紅色を帯びた白色の花を1 - 3個つける。花柄の下部には1 - 2枚の小包葉があり、長さ1 - 5 mmになり形状や大きさに変化が多い。萼筒は長さ 2 mmの広鐘形で、先端は5裂し、裂片は3角状円形となる。花冠は長さ5 - 7 mmあり、つぼ状筒形で、先端はややせばまって浅く5裂し、先は反曲する。雄蕊は10本ある。
果期は9月ごろ。果実は径7 - 10 mmの球状の液果で、黒紫色に熟し、表面には白粉がつく。
- 果実の表面には白粉がつく。
- 葉は赤く紅葉する。
- 果実

## 食用
果実は甘く、食用になる。長野県ではアサマブドウとよばれて食用にされる。また、北朝鮮の白頭山付近でもツルチュクとして食用にされる。生食するほか、ジャムや果実酒、砂糖漬けに加工される。

## 変種
- ヒメクロマメノキ Vaccinium uliginosum L. var. alpinum Bigelow. - 樹高は10-20 cmと低く、茎はマット状に横に広がる。花や果実はクロマメノキよりやや小さい。日本では、北海道、本州の中部地方以北に分布し、高山帯の岩礫地に生育する。世界では、千島、樺太、朝鮮北部、北アメリカ、グリーンランドに分布する。別名がコバノクロマメノキ（小葉の黒豆の木）[4]。

## 種の保全状況評価
日本の以下の都道府県でレッドリストの指定を受けている。
- Cランク - 岩手県（環境省の準絶滅危惧種相当）
- 地域個体群 - 新潟県